# 133-as busz (Miskolc)
A 133-as busz egy gyorsjárati autóbusz volt Miskolcon. 1979. június 12-én indult meg az Avas városközpont és a DIGÉP között (a 33-as busz útvonalán, annak  gyorsjárataként), 1980 őszétől a Déli terelőn át a Vargahegyen keresztül is közlekedett.
A járat 1984. május 31-én megszűnt.
Útvonala 1980 őszétől:
Avas vk. – Sályi I. utca – Cementipari Gépjavító – Vasgyár – DIGÉP